# Mansoor al-Harbi
Mansoor Ateeg Al-sobhi Al-Harbi, né le 7 avril 1987 à Djeddah, est un footballeur international saoudien, évoluant au poste de défenseur.
NOTE: Ne doit pas être confondu avec Mansoor Althaqfi Al Harbi né le 19 octobre 1987, également International saoudien depuis 2004 (avec e.a. 9 rencontres éliminatoires de Coupe du Monde).

## Carrière
Formé à l'Al-Ahli SC, Al-Harbi commence à jouer pour l'équipe première en 2007. Avec son équipe, il parvient à remporter, à deux reprises, la King Cup of Champions. 
Après avoir disputé son premier match avec la sélection nationale en 2010, il devient en un élément récurrent à partir de 2012. Al-Harbi est sélectionné pour la Coupe arabe des nations 2012. 

## Palmarès
- Vainqueur de la King Cup of Champions en 2011 et 2012
- Championnat d'Arabie saoudite en 2016